# Gary Dornhoefer
Gerhardt Otto Dornhoefer (Kitchener, 2 febbraio 1943) è un ex hockeista su ghiaccio canadese che nel corso della carriera ha giocato in National Hockey League, in particolare con i Philadelphia Flyers.

## Carriera
Dornhoefer giocò a livello giovanile per due stagioni nella Ontario Hockey Association con i Niagara Falls Flyers, formazione partner dei Boston Bruins, franchigia della National Hockey League. Nel 1963, dopo aver disputato con i Flyers la Memorial Cup, firmò il suo primo contratto professionistico entrando proprio nell'organizzazione dei Bruins.
Debuttò con Boston già nella stagione 1963-1964, tuttavia fu spesso mandato in prestito nelle leghe minori nelle squadre affiliate ai Bruins come i Minneapolis Bruins in CHL, i San Francisco Seals in WHL e per due stagioni gli Hershey Bears in AHL. In totale giocò 62 partite per i Boston Bruins raccogliendo 24 punti.
Nell'estate del 1967, rimasto senza un contratto, Dornhoefer fu scelto durante l'NHL Expansion Draft dai Philadelphia Flyers, una delle sei nuove franchigie iscritte alla National Hockey League. Nelle undici stagioni successive Dornhoefer si impose come uno degli attaccanti più fisici e adatti alla filosofia della squadra, i cosiddetti Broad Street Bullies, superando infatti molto spesso i 100 minuti di penalità in stagione regolare. La sua stagione migliore fu quella 1972-1973, quando totalizzò 79 punti in 77 gare disputate e meritando la chiamata all'NHL All-Star Game. Nei playoff di quella stagione fu autore di una rete memorabile all'overtime contro i Minnesota North Stars, al punto che fu immortalata in una statua posta fuori dalla vecchia arena di Philadelphia, lo Spectrum.
Con i Flyers vinse due Stanley Cup consecutive nel 1974, proprio contro la sua ex squadra di Boston, e nel 1975 contro Buffalo. Dopo aver perso la finale del 1976 Dornhoefer l'anno successivo fu nuovamente convocato per l'All-Star Game. Concluse la propria carriera un anno più tardi nel 1978 dopo aver disputato oltre 800 partite con i Flyers.
Al momento del suo ritiro era secondo solo a Bobby Clarke per numero di punti ottenuti con la maglia di Philadelphia. Negli anni 1990 Dornhoefer fu scelto come commentatore televisivo per i match dei Flyers.

## Palmarès

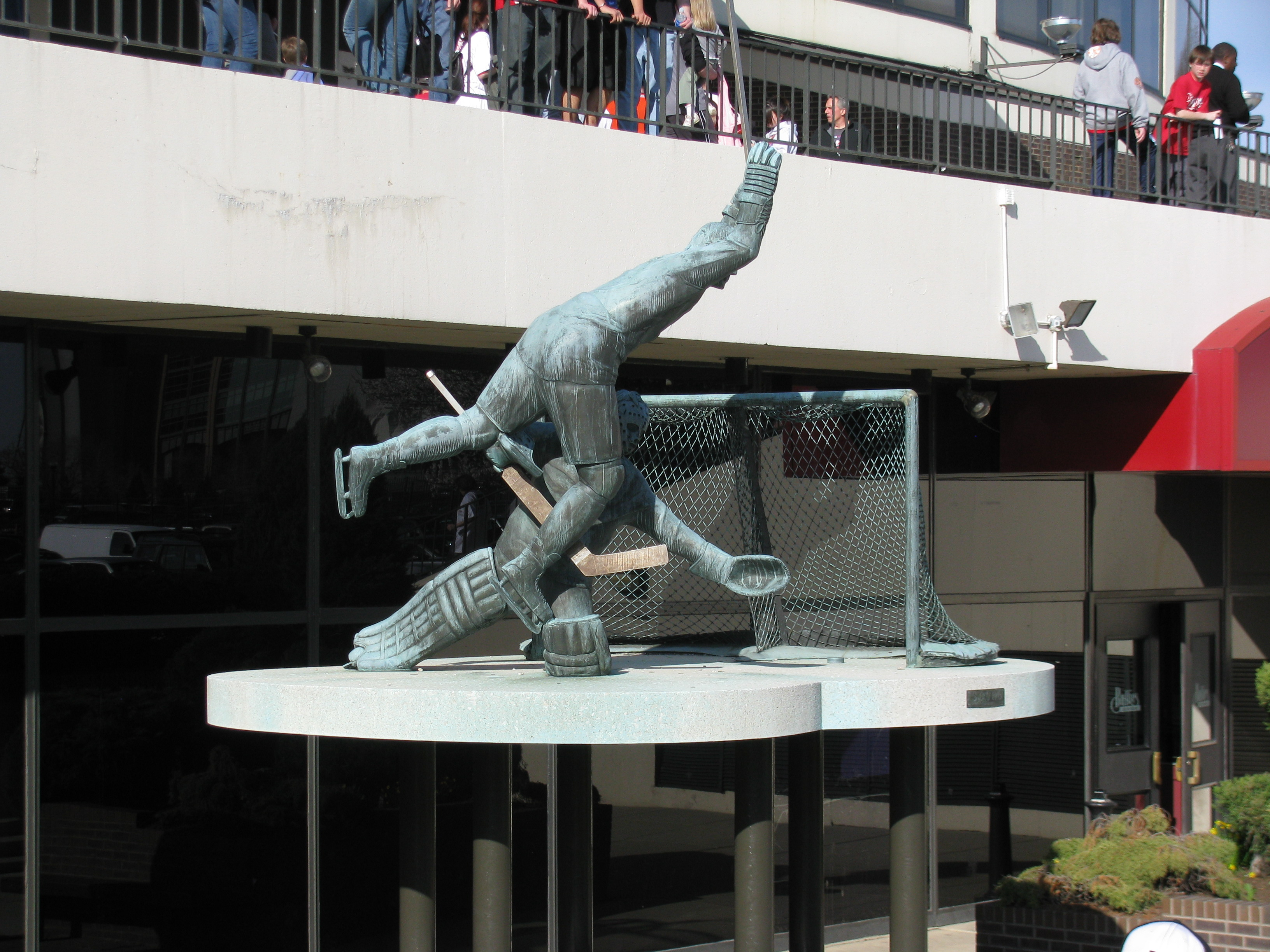
La statua posta di fronte allo Spectrum dedicata alla rete di Dornhoefer nei playoff del 1973.

### Club
- Stanley Cup: 2

Philadelphia: 1973-1974, 1974-1975

### Individuale
- NHL All-Star Game: 2

1973, 1977